# دله‌آژ، کبک
دله‌آژ (به فرانسوی: Déléage) شهری در منطقه شهری لا وله-دو-لا-گاتینو ناحیه اوتاوه در استان کبک کانادا است. در سرشماری سال ۲۰۱۱ این شهر ۲٬۰۲۹ نفر جمعیت داشته‌است و مساحت آن ۲۴۹٫۴۴ کیلومتر مربع است.